# حكومة اليوسفي الثانية
حكومة عبد الرحمن اليوسفي الثانية هي الحكومة السادسة والعشرون للمغرب منذ استقلالها في عام 1956. تشكلت في 6 سبتمبر 2000 وانتهت في 7 نوفمبر 2002.

## التشكيلة
- عبد الرحمن اليوسفي (الاتحاد الاشتراكي للقوات الشعبية): الوزير الأول
- عمر عزيمان (لا منتمي) وزير العدل
- عبد الكبير العلوي المدغري (لا منتمي): وزير الأوقاف والشؤون الإسلامية
- محمد بن عيسى (لا منتمي): وزير الخارجية والتعاون
- أحمد الميداوي (لا منتمي): وزير الداخلية
- عباس الفاسي (حزب الاستقلال): وزير التشغيل والتكوين المهني والتنمية الاجتماعية والتضامن
- محمد اليازغي (الاتحاد الاشتراكي للقوات الشعبية): وزير مكلف بإعداد التراب الوطني والبيئة والتهيئة العمرانية والسكنى
- فتح الله ولعلو (الاتحاد الاشتراكي للقوات الشعبية): وزير الاقتصاد والمالية والسياحة
- عبد الصادق ربيع (لا منتمي): الكاتب العام للحكومة
- أحمد لحليمي العلمي (الاتحاد الاشتراكي للقوات الشعبية): وزير الاقتصاد الاجتماعي والمؤسسات الصغيرة والمتوسطة والصناعات التقليدية، المكلف بالشؤون العامة للحكومة
- إسماعيل العلوي (حزب التقدم والاشتراكية): وزير الزراعة والتنمية القروية
- مصطفى المنصوري (التجمع الوِطني للآحرار) وزير الصناعة والتجارة والطاقة والمعادن
- سعيد شباعتو (الاتحاد الاشتراكي للقوات الشعبية): وزير الصيد البحري
- بوعمور تغوان (حزب الاستقلال): وزير التجهيز
- عبد السلام زنيند (التجمع الوِطني للآحرار): وزير النقل والملاحة التجارية
- نجيب الزروالي (التجمع الوِطني للآحرار) وزير التعليم العالي والبحث العلمي
- عبد الله ساعف (حزب الاتحاد الاشتراكي للقوات الشعبية): وزير التربية الوطنية
- التهامي الخياري (جبهة القوى الديمقراطية): وزير الصحة
- محمد الأشعري (الاتحاد الاشتراكي للقوات الشعبية): وزير الثقافة والاتصال
- محمد بوزوبع (الاتحاد الاشتراكي للقوات الشعبية): وزير العلاقات مع البرلمان
- محمد أوجار (التجمع الوِطني للآحرار): وزير حقوق الإنسان
- أحمد الموسوي (الحركة الوطنية الشعبية) : وزير الشباب والرياضة
- عبد الحميد عواد (حزب الاستقلال): وزير التوقعات الاقتصادية والتخطيط
- محمد الخليفة (حزب الاستقلال): وزير الوظيفة العمومية والإصلاح الإداري
- عبد الرحمن السباعي (لا منتمي): وزير منتدب لدى رئيس الوزراء المسؤول عن إدارة الدفاع الوطني
- حسن المعوني (الحركة الوطنية الشعبية): وزير منتدب لدى وزير الفلاحة والتنمية القروية والمياه والغابات مكلف بالمياه والغابات
- نزهة الشقروني (الاتحاد الاشتراكي للقوات الشعبية): وزيرة منتدبة لدى وزير التشغيل والتكوين المهني والتنمية الاجتماعية والتضامن، المسؤولة عن وضع المرأة وحماية الأسرة والطفل وإدماج المعاقين
- الطيب الفاسي الفهري (لا منتمي): كاتب الدولة للشؤون الخارجية والتعاون
- فؤاد عالي الهمة (لا منتمي): كاتب الدولة للشؤون الداخلية
- محمد المباركي (الاتحاد الاشتراكي للقوات الشعبية): كاتب الدولة لدى الوزير المكلف بإعداد التراب الوطني والتهيئة العمرانية والسكنى والبيئة مكلف بالسكنى
- عمر الفاسي (حزب التقدم والاشتراكية): كاتب الدولة لدى وزير التعليم العالي والبحث العلمي المكلف بالبحث العلمي
- ناصر حجي (الاتحاد الاشتراكي للقوات الشعبية): كاتب الدولة لدى الوزير الأول مكلف بالبريد وتكنولوجيا الاتصالات والإعلام
- عبد الكريم بنعتيق (الاتحاد الاشتراكي للقوات الشعبية): كاتب الدولة لدى وزير الاقتصاد الاجتماعي والمقاولات الصغرى والمتوسطة والصناعة التقليدية